# Comunità montana dell'Appennino Modena Est
La Comunità montana dell'Appennino Modena Est era un'istituzione in provincia di Modena, costituita dai comuni di:
- Guiglia
- Marano sul Panaro
- Montese
- Zocca

Il territorio copriva la fascia appenninica della provincia di Modena nella sua sezione orientale che costituisce in pratica il bacino del fiume Panaro al confine con la provincia di Bologna.

## Scioglimento della comunità montana
Nel 2008 è stata emessa una delibera dalla Regione Emilia-Romagna che propone lo scioglimento della comunità montana e una riorganizzazione territoriale come segue:
()
Dopo lo scioglimento della comunità montana i comuni di Zocca, Marano sul Panaro e Guiglia sono stati incorporati nell'Unione Terre dei Castelli; invece Montese è stata incorporata nella Comunità montana del Frignano.